# Radijsgalmug
De radijsgalmug (Gephyraulus raphanistri) is een muggensoort uit de familie van de galmuggen (Cecidomyiidae). De wetenschappelijke naam van de soort is voor het eerst geldig gepubliceerd in 1886 door Kieffer.